# Mjøsa
A Mjøsa Norvégia legnagyobb és egyik legmélyebb tava, az ország déli részében, Oslótól mintegy 100 kilométerre északra. A legfontosabb belé ömlő folyó a Gudbrandsdalslågen, a tó északi részén, fő kifolyása a Vorma, délen.
Az Eidsvoll községbeli Minnesundnál található legdélibb pontjától a Lillehammernél lévő legészakabbi pontjáig a tó 117 kilométer hosszú. Legnagyobb szélessége 15 kilométer, Hamarnál. Területe 365 km², víztömege 56 km³. Felülete rendesen 123 méterrel van a tenger szintje felett. Legnagyobb mélysége 468 méter. Partvonala 273 kilométer hosszúságú, ennek 30%-a kiépített.
A Vormán 1858-ban, 1911-ben, 1947-ben és 1965-ben épült gátak összesen mintegy 3,6 méterrel emelték a tó vízszintjét. Az elmúlt 200 évben 20 áradást jegyeztek fel, amelyek összesen hét métert adtak hozzá a tó vízszintjéhez. Az árvizek többször elöntötték Hamar városát.
Hamar, Gjøvik és Lillehammer városokat a Mjøsa partján alapították.
A hobbihajózáson és a Skibladner gőzhajón kívül nincs hajózás a tavon. Partjaira jórészt a mezőgazdaság a jellemző és az itteni földek Norvégiában a legtermékenyebbek közé számítanak.